# کارول رایمر دیویس
کارول آن رایمر دیویس (زادهٔ ۲۸ نوامبر ۱۹۴۴ – درگذشته در حدود ۲۹ سپتامبر ۲۰۱۰) یک بالن‌سوار و رادیولوژیست آمریکایی بود. او در سال ۲۰۰۴ به همراه همکارش ریچارد آبروتزو، نخستین زنی بود که برندهٔ جام گوردون بنت در بالن‌سواری شد. آن‌ها برای این پیروزی تاریخی، در سال ۲۰۰۵ جام هارمون را نیز دریافت کردند.
او در ۲۹ سپتامبر ۲۰۱۰ بر فراز دریای آدریاتیک مفقود شد. جسد او به همراه جسد آبروتزو در ۶ دسامبر ۲۰۱۰ در سواحل ایتالیا در دریای آدریاتیک پیدا شد.

## اوایل زندگی و تحصیلات
رایمر دیویس در ۲۸ نوامبر ۱۹۴۴ در دنور، کلرادو به دنیا آمد. او دختر دکتر چارلز و ماریون رایمر بود. او از کالج کلرادو با مدرک کارشناسی و از دانشگاه علوم پزشکی کلرادو با مدرک پزشکی فارغ‌التحصیل شد. او دورهٔ رزیدنتی خود را در آلبوکرکی در مرکز پزشکی لاولیس به پایان رساند.

## حرفه
او به مدت ۲۲ سال در ذخیره نیروی زمینی ایالات متحده به عنوان جراح پرواز خدمت کرد و در سال ۲۰۰۱ با درجهٔ سرهنگ بازنشسته شد. او مدال خدمات شایسته دریافت کرد و فارغ‌التحصیل ممتاز مدرسه نشان مهارت‌های پزشکی میدانی در فورت کارسون بود.
او در آلبوکرکی، نیومکزیکو مشغول به کار شد و سپس به عنوان رادیولوژیست متخصص در تفسیر ماموگرافی‌های پستان، در دنور، کلرادو فعالیت می‌کرد. او یکی از اعضای گروه تخصصی رادیولوژی بود.

## بالن‌سواری

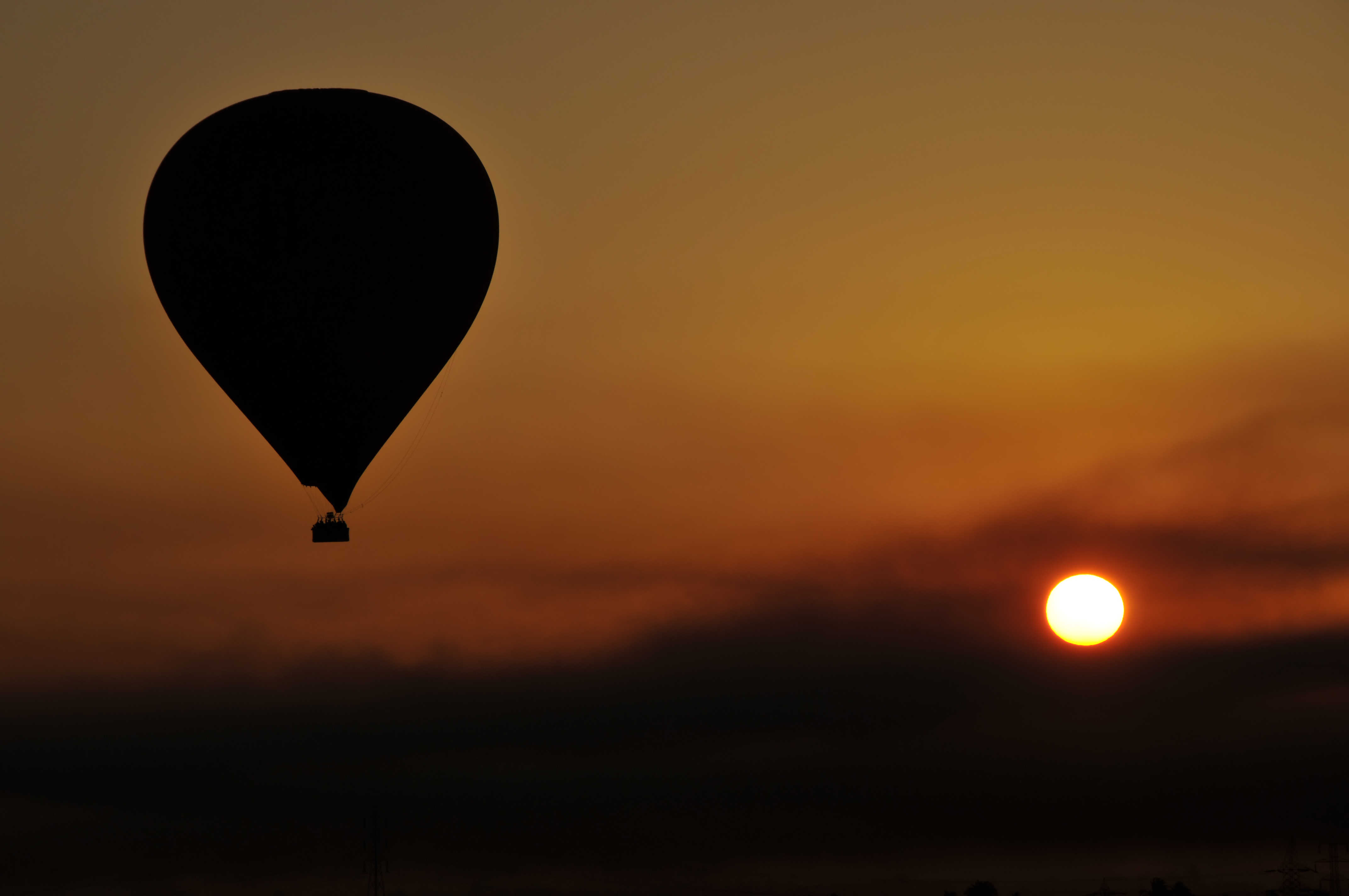
بالن هوای گرم در طلوع خورشید

دیویس در سال ۱۹۷۲ به همراه همسرش به بالن‌سواری علاقه‌مند شد. او در سال ۱۹۷۳ مجوز پرواز با بالن هوای گرم و دو سال بعد مجوز پرواز با بالن گازی را دریافت کرد. او در سال ۱۹۸۱ دیپلم مون‌گلفیه را دریافت کرد. او بین سال‌های ۱۹۸۲ تا ۱۹۸۶ در مدرسه آموزش زمینی انجمن صعود آئروستات آلبوکرکی مدرس بود.
او در پنج مسابقهٔ جام گوردون بنت شرکت کرد. ماری گلدشمیت در سال ۱۹۱۳ نخستین زنی بود که در این رقابت حضور یافت، اما تا سال ۲۰۰۴، رایمر دیویس نخستین زنی شد که یک مسابقهٔ جام گوردون بنت را برد. او به همراه ریچارد آبروتزو در سال ۲۰۰۵ جام هارمون را دریافت کرد.
در ۲۵ سپتامبر ۲۰۱۰، آبروتزو و رایمر دیویس از بریستول، انگلستان در جریان مسابقهٔ جام گوردون بنت به پرواز درآمدند. آن‌ها پس از پیمودن ۱٬۰۹۲ مایل (۱٬۷۵۷ کیلومتر)، در ۲۹ سپتامبر ۲۰۱۰ ارتباط خود را با دستگاه ردیاب بالن از دست دادند. آبروتزو که با متخصصان هواشناسی در ارتباط بود، تماس خود را با آن‌ها از دست داد. کنترل ترافیک هوایی فرودگاه بریندیسی در ایتالیا نیز ارتباط خود را با بالن قطع کرد. رادار نشان داد که بالن با سرعت ۵۰ مایل در ساعت به سمت دریا فرود آمده است.
بالن دارای تجهیزات بقا و چندین وسیلهٔ ارتباطی بود. قایق‌ها و هواپیماها در عملیات جست‌وجو و نجات بر فراز دریای آدریاتیک که در آن زمان شاهد طوفان‌های شدیدی بود، شرکت کردند. عملیات نجات توسط خدمهٔ هوایی ساحلی کرواسی، هواپیماهای نیروی دریایی ایالات متحده و گارد ساحلی ایتالیا به مدت پنج روز ادامه داشت. در دسامبر، اجساد آن‌ها در نزدیکی ساحل ویسته در ۶ دسامبر پیدا شد.

## زندگی شخصی
او در سال ۱۹۶۸ با جان سی. دیویس چهارم ازدواج کرد و آن‌ها دو دختر را بزرگ کردند. همسرش نیز یک بالن‌سوار است.
او تا ۱۸ سالگی موفق شد از تمامی کوه‌های چهارهزار متری در کلرادو صعود کند. او همچنین یک اسکی‌باز حرفه‌ای بود و چندین مسابقه را برنده شد.